# F-4 Phantom II
F-4 Phantom II (укр. «Фантом») — американський двомісний, двомоторний, всепогодний, далекого радіусу дії надзвуковий реактивний перехоплювач і винищувач-бомбардувальник третього покоління.
Розроблений компанією McDonnell Aircraft для Військово-морських сил США, поступив на службу ВМС у 1961 році.
До 1962 року мав окремі позначення F4H та F-110 Spectre у флоті та повітряних силах відповідно, що ставало причиною плутанок та, зокрема, призвело до створення чинної системи позначень авіації та ракет, в якій літак отримав звичну назву F-4 Phantom II.

## Загальні положення
F-4 можна вважати одним із найвдаліших і найкращих літаків, універсальність якого не ставиться під сумнів. Цей літак був розроблений на замовлення військово-морських сил США з метою захисту кораблів і був призначений для заміни старого F-3 Demon. Крім того, на нього покладали задачу по перехопленню радянських стратегічних бомбардувальників. 
25 липня 1955 року військово-морський флот замовив два випробувальні літаки XF4H-1 і п'ять передсерійних зразків YF4H-1. «Фантом» здійснив свій перший політ 27 травня 1958 року під керуванням Роберта С. Літтла. Але коли F-4 розвинув швидкість більшу ніж у F-104 «Старфайтер», який знаходився на той час у використанні повітряних сил США, вони також дуже зацікавилися цим літаком і врешті замовили «Фантом» для себе.
Спочатку F-4 використовувався ВМС США як винищувач-перехоплювач, але згодом він вступив у корпус морської піхоти США як літак наземної підтримки. Нова конструкція зробила його першим типом літака серед американських машин, які використовувалися одночасно ПС, ВМС і морською піхотою США.
F-4 був обладнаний новітньою електронікою. Він перший серед літаків такого типу міг знаходити цілі у повітрі без допомоги наземних станцій. Таким чином «Фантом» зміг записати на свій рахунок більш ніж 150 перемог у повітряних битвах.
Завдяки можливості в два рази перевищувати швидкість звуку, цей літак одразу ж полюбився пілотам як проста і дуже надійна машина. На F-4 було установлено світових рекордів, серед яких:
- рекорд висоти польоту в 30 040 метрів (6 грудня 1959);
- рекорд швидкості — 2585,425 км/год (22 листопада 1961);
- рекорд швидкості біля землі — 1452 км/год, який ніхто не міг подолати 16 років.

«Фантом» виробляли з 1958 по 1979 рік, усього було зібрано 5195 машин. 5057 з яких в Сент-Луїсі, штат Міссурі, США і ще 138 виготовили на заводах Міцубісі в Японії. Пік виробництва F-4 прийшовся на 1967 рік, коли завод МакДоннела виготовляв більш ніж 70 літаків на місяць. На озброєнні ПС США було 2874 таких літаків, в той час як у ВМС і морської піхоти лише 1264.

## Бойове застосування
Став одним із найбільш застосовуваних бойових літаків західного виробництва під час Холодної війни.

### США

#### Проти КНР
Перші повітряні бої в історії F-4 відбулися у Південно-Східній Азії під час війни у В'єтнамі. У ході війни літаки F-4 «Фантом» застосовувалися лише США, Південному В'єтнаму ці літаки не постачалися.
Бої з китайськими винищувачами які мають підтвердження:
- 9 квітня 1965 року стався перший в історії результативний повітряний бій винищувачів F-4 «Фантом». 12 «Фантомів» ескадрильї VF-96 ВМС США, які наближалися до острова Хайнань, були перехоплені четвіркою китайських винищувачів МіГ-17. Під час бою обидві сторони атакували одна одну, «Фантоми» випустили 11 ракет «повітря-повітря», «сімнадцяті» атакували гарматами. В результаті після бою на аеродроми повернулися всі чотири китайські МіГ-17, проте в американців не повернувся один F-4B Phantom (б/н 151403, с/н 365), пілоти якого молодший лейтенант Терренс Мерфі та енсін Рональд Феган загинули. За різними американськими даними «Фантом» був збитий або ракетою AIM-7, випущеної своїми ж товаришами, причому самі товариші, що збили лейтенанта Мерфі, прийняли його падаючий літак за збитий «МіГ», і власний літак Мерфі прийняли за його ж повітряну перемогу[9]. За іншими американськими джерелами «Фантом» міг бути також уражений гарматним вогнем «МіГа»[10].
- 26 червня 1967 року винищувач ПС США F-4C Phantom II (390-а ескадрилья, р/н 63-7577, с/н 626) неподалік острова Хайнань був перехоплений парою китайських винищувачів МіГ-19 (пілоти Жушу Ванг и Джилянг Лу). В результаті повітряного бою американський «Фантом» був збитий, пілоти майор Бленфорд та молодший лейтенант Джеремі Джервіс катапультувалися[11][12] і були евакуйовані. Пентагон заявив, що американський винищувач був збитий після порушення повітряного простору КНР[13].

#### Війна у В'єтнамі

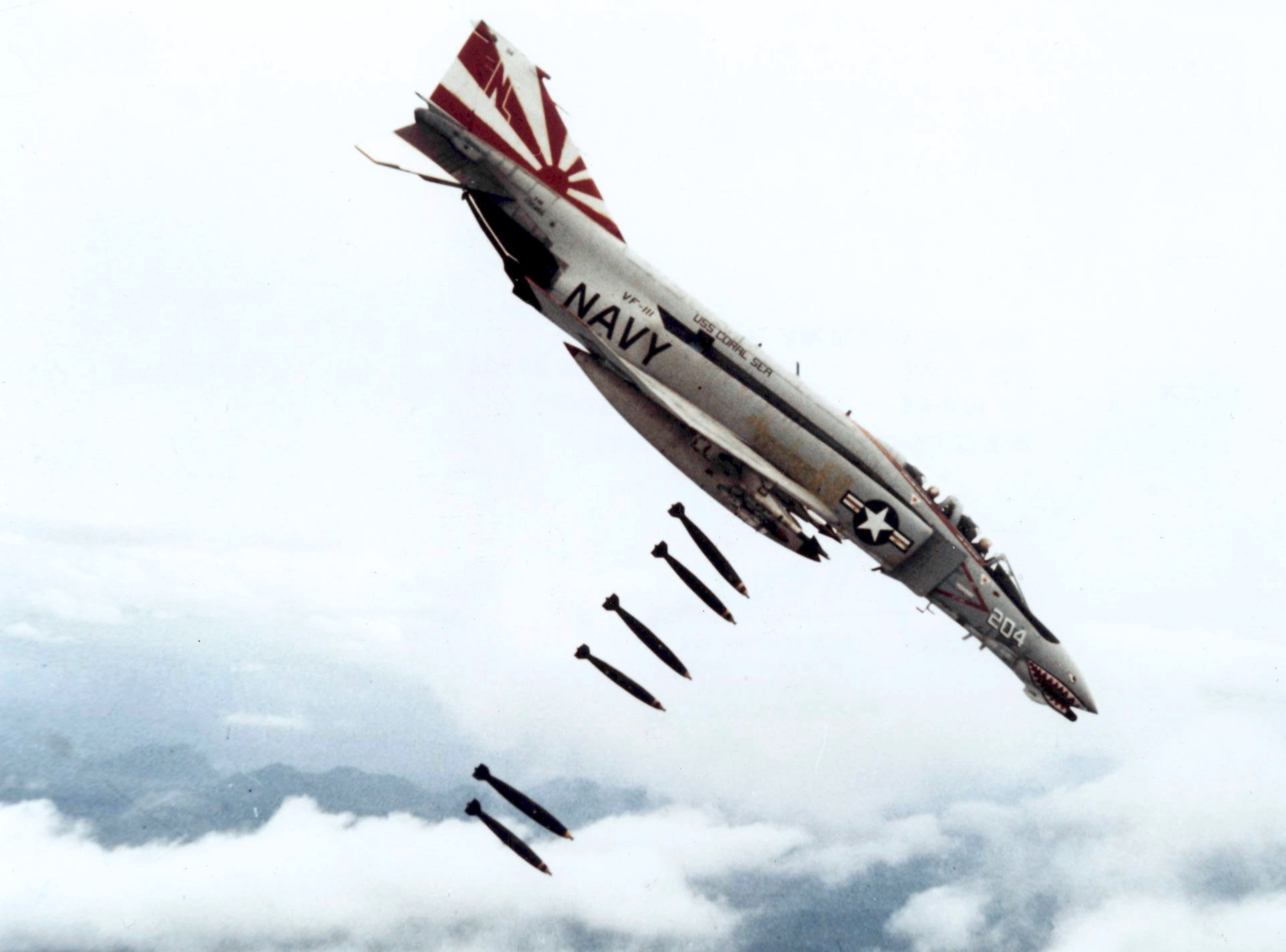
F-4B скидає бомби над В'єтнамом. 1971 р.

«Фантоми» різних модифікацій активно застосовувалися під час війни у В'єтнамі повітряними силами США, військово-морськими силами та корпусом морської піхоти США.
ПС США та ВМС США мали великі очікування від F-4, припускаючи, що велика вогнева міць, найкращий доступний бортовий радар, найвища швидкість і властивості прискорення, в поєднанні з новими тактиками, забезпечать «Фантомам» перевагу над МіГами. Однак у сутичках з легшими МіГ-21 F-4 не завжди досягали успіху і почали зазнавати втрат. Протягом повітряної війни у В’єтнамі, з 3 квітня 1965 року по 8 січня 1973 року, кожна сторона в кінцевому підсумку заявляла про вигідні співвідношення збитих літаків.
Під час війни F-4  ВМС США заявили про 40 повітряних перемог та втратою 7 F-4 від ворожих літаків. Пілоти F-4 КМП США заявили про три збиті ворожі МіГи вартістю одного літака в повітряному бою. Екіпажі F-4 ПС США збили 107,5 МіГів (включаючи 33,5 МіГ-17, вісім МіГ-19 і 66 МіГ-21) з втратою 33 «Фантомів» у повітряному бою. Пілотам F-4 було зараховано загалом 150,5 збитих МіГів зі втратою 42 літака у повітряному бою.
За даними Військово-повітряних сил Народної армії В’єтнаму, 103 F-4 були збиті МіГ-21 з втратою 54 МіГ-21, збитих F-4. Під час війни ПС В'єтнаму втратили 131 МіГ у повітряному бою (63 МіГ-17, вісім МіГ-19 і 60 МіГ-21), з яких половина були збиті F-4.
З 1966 по листопад 1968 року, у 46 повітряних боях над Північним В’єтнамом між F-4 та МіГ-21, ПС Народної армії В’єтнаму заявляла про 27 збитих F-4 ціною 20 МіГ-21. У 1970 році один F-4 Phantom був збитий МіГ-21. Боротьба досягла кульмінації 10 травня 1972 року, коли літаки ПС Народної армії В’єтнаму здійснили 64 вильоти, що призвело до 15 повітряних боїв. ПС Народної армії В’єтнаму заявили, що збили сім F-4, тоді як США підтвердили втрату п’яти F-4. У свою чергу, «Фантомам» вдалося знищити два МіГ-21, три МіГ-17 і один МіГ-19. 11 травня два МіГ-21, які грали роль наживки, привели чотири F-4 до двох МіГ-21, що кружляли на низькій висоті. МіГи швидко атакували та збили два F-4. 18 травня в’єтнамські літаки здійснили 26 вильотів у восьми повітряних боях, що призвело до втрати чотирьох F-4; в’єтнамські винищувачі в той день не зазнали втрат.
5 серпня 1967 року USS Forrestal (CV-59) був розташований біля узбережжя Індокитаю для завдання ударів по Північному В’єтнаму. Через електричну несправність відбувся самовільний пуск некерованої ракети «Зуні» з літака F-4. Ракета влучила у паливний бак літака A-4 Skyhawk, спричинивши пожежу, яка швидко поширилася на інші літаки, викликавши кілька вибухів бомб. Пожежа та вибухи вбили 134 людини та серйозно поранили ще 161. Цей інцидент став відомим як пожежа на авіаносці «Форрестол» 1967 року. Авіаносець був відправлений на капітальний ремонт.
За даними офіційного історика ВМС США Джона Шервуда всього на F-4 заявлялося 277 повітряних перемог.
F-4 «Фантом» зазнали найвищих втрат серед усіх літаків, що застосовувалися у в'єтнамській війні, було втрачено від 761 до 895 «Фантомів».

#### Операція «Буря в пустелі»

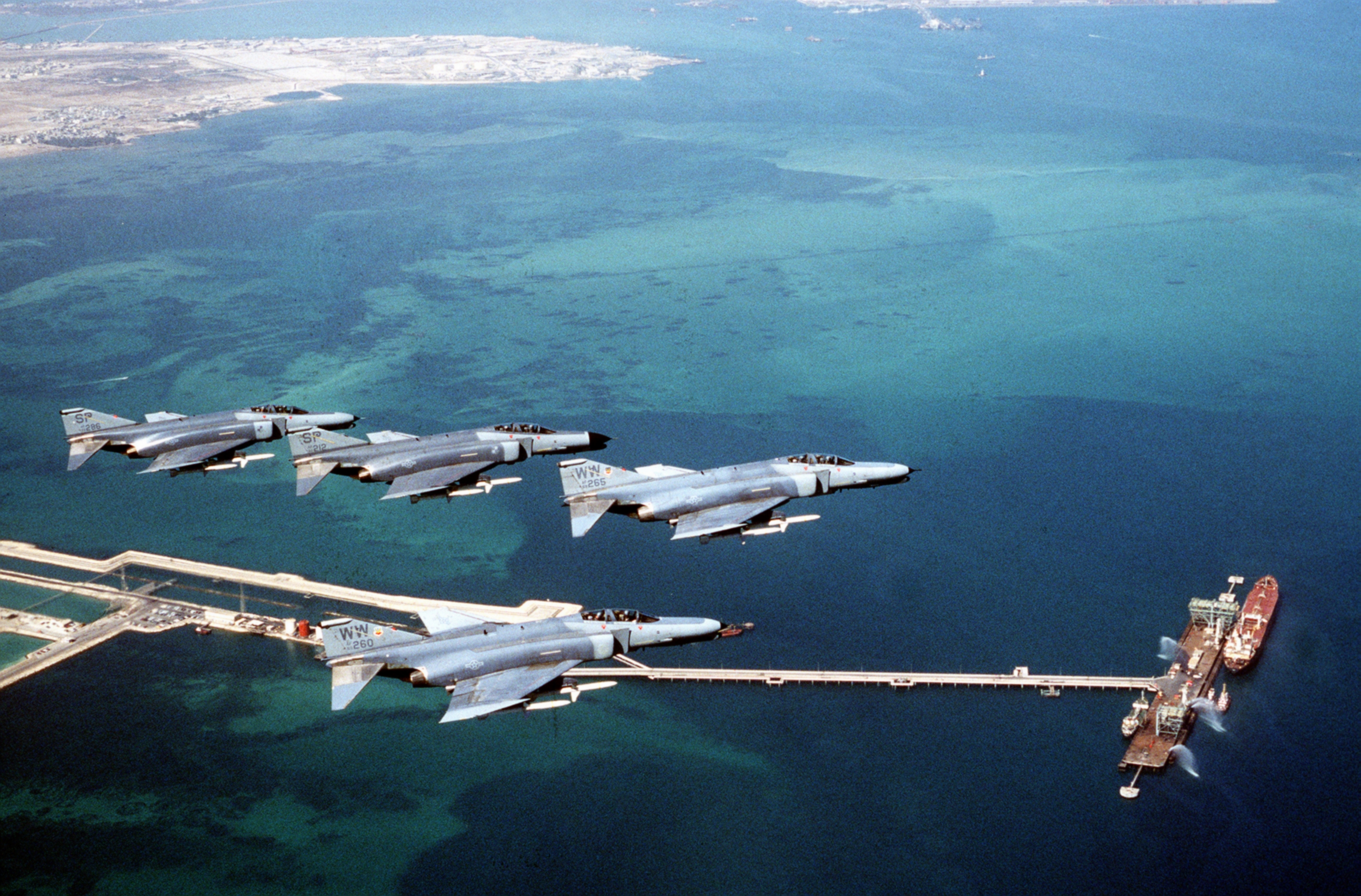
F-4G над Бахрейном під час операції «Щит пустелі».

«Фантоми» брали активну участь під час війни в Перській затоці. США задіяли 51 літак F-4G, 29 RF-4C та 4 F-4E. На авіабазі Шейк Іса в Бахрейні розташовувалося 26 F-4G 52-го авіакрила, 12 F-4G 35-го авіакрила, 12 RF-4C 117-го авіакрила та 7 RF-4C 67-го авіакрила. На авіабазі Інджирлік у Туреччині розташовувалося 13 F-4G 52-го авіакрила, 10 RF-4C 26-го авіакрила та 4 F-4E 3-го авіакрила. Великобританія задіяла на авіабазі Акротірі на Кіпрі 6 Phantom FGR.2 зі складу 19-ї та 92 ескадрилій. Ірак мав кілька викрадених із Ірану F-4E.
Один американський F-4G розбився через брак пального після пробиття паливних баків іракським снарядом. Ще два RF-4C і один F-4G розбилися до початку і після закінчення бойових дій з небойових причин. У повітряних боях «Фантоми» лише відзначилися, коли F-4G підбив ракетою свій бомбардувальник B-52 Stratofortress. У морських боях F-4G також за відомими даними мали негативний рахунок підбивши лише дружній ракетний катер Саудівської Аравії. Усього за час війни за американськими даними F-4G випустили понад 1000 протирадіолокаційних ракет AGM-88 HARM і знищили за неповними даними 254 іракські радари. За офіційними іракськими даними, в ході війни було пошкоджено 200 радарів, у тому числі 120 були повністю знищені.

### Ізраїль
Офіційне прийняття перших F-4E відбулося 5 вересня 1969 року за участю Голди Меїр та Моше Даяна в рамках програми «Peace Echo». До 22 жовтня нові літаки вже діяли, атакуючи єгипетські цілі. 11 листопада 1969 року F-4E вперше збив МіГ-21. Незабаром, 9 грудня 1969 року, перший ізраїльський F-4 був збитий єгипетським пілотом, лейтенантом Ахмедом Атефом, який пілотував МіГ-21Ф-13. Єгипетським винищувачам було важко впоратися з F-4, а ППО Єгипту С-75 не були ефективними на низьких висотах. Для вирішення цієї проблеми до Єгипту були відправлені С-125 разом з радянськими спеціалістами, кількість яких складала до 5000. У запеклому повітряному бою 30 липня 1970 року чотири Фантоми виманили єгипетські МіГи, які цього разу були під управлінням радянських пілотів. До п'яти МіГів були збиті, коли вісім ізраїльських Міражів, які летіли на низькому рівні, атакували їх, досягнувши повної несподіванки. Наприкінці червня та на початку липня 1970 року для нових F-4 був важкий період: два були збиті зенітними ракетами 30 червня, ще один — 5 липня і два — 18 липня.
Загалом 24 Фантоми були доставлені в рамках Peace Echo II та III. Операція «Night Light» передбачала надання в оренду двох RF-4C для ЦАХАЛу, поки вони чекали на своє замовлення на шість RF-4E. Операція «Peace Patch» передбачала ще одну партію з 12 Фантомів, доставлених у 1971 році.
Ізраїльські F-4E здобули 116,5 повітряних перемог проти арабських літаків, включаючи два Су-7, збиті 9 вересня 1972 року, і лівійський Boeing 727 у січні 1973 року.
В рамках програми Peace Echo IV було доставлено ще 52 F-4 до ЦАХАЛу, з яких 24 були колишніми літаками ПС США. Вони були доставлені в період з квітня 1972 року по жовтень 1973 року, коли розпочалася Війна Судного дня. На той час у ЦАХАЛі на службі було 122 F-4E та 6 RF-4E.
Ізраїльські Фантоми здобули 11 повітряних перемог у цей період, хоча кілька з них були втрачені, переважно через зенітні ракети, але, перш за все, вони завдали значних втрат єгипетським сухопутним силам під час Війни на виснаження.

#### Війна Судного дня

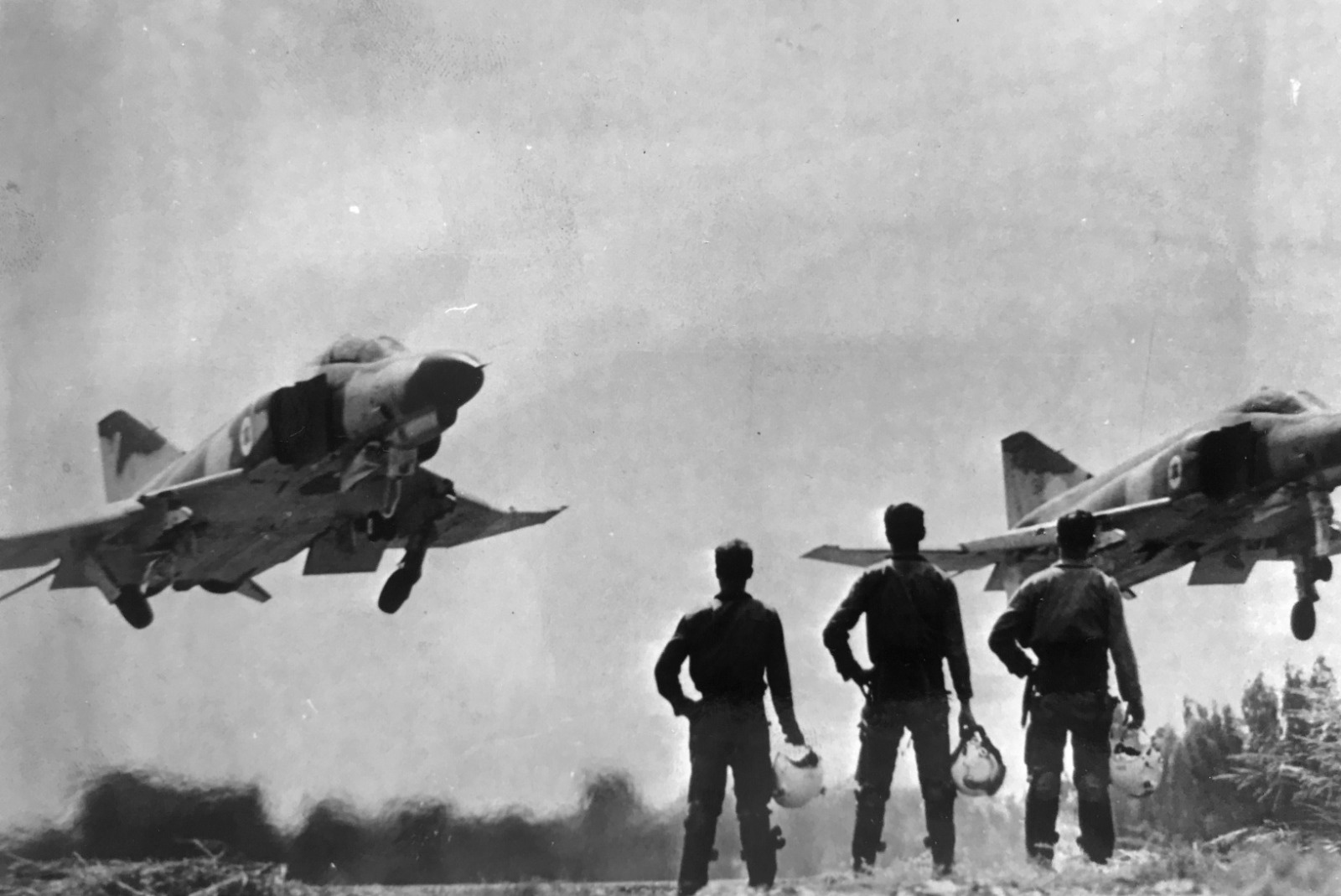
F-4E ПС Ізраїлю під час війни Судного дня, жовтень 1973 року

Війна Судного дня розпочалася з авіаударів Єгипту та Сирії по Ізраїлю. Під час цієї початкової фази пара літаків «Фантом» зуміла збити сім єгипетських літаків, а інші збили п’ять гелікоптерів Мі-8, які перевозили десантні війська над Синайською пустелею.
На другий день війни Армія оборони Ізраїлю (ЦАХАЛ) розпочала атаки з використанням літаків F-4 та A-4 Skyhawk, але ворожа протиповітряна оборона та винищувачі МіГ збили шість «Фантомів» і 30 «Скайгоків». Нова система зенітно-ракетних комплексів «Куб» та самохідні зенітні установки ЗСУ-23-4 «Шилка» виявилися набагато ефективнішими за старі С-75. «Куб» використовує напівактивне радіолокаційне самонаведення та був поєднаний з радіолокаційною системою управління вогнем 1С91, яка працює в діапазонах G, H, I та J, що робило її дуже важкою для приглушення за допомогою американських систем РЕБ AN/ALQ-87, які були надані Ізраїлю перед початком конфлікту. Також, радіолокаційні попереджувальні приймачі AN/ALR-36, якими на той час були оснащені ізраїльські «Фантоми», виявилися неспроможними надати пілотам будь-яке попередження про те, що їхні літаки відстежуються екіпажами ЗРК «Куб» за допомогою радара 1С91.
Вважалося, що деякі повітряні маневри можуть обдурити системи ЗРК «Куб», і вони використовувалися, поки ЦАХАЛ чекав на кращі засоби радіоелектронної боротьби. Деякі маневри були досить ефективними, але загрозу від ЗРК «Куб» вдалося зменшити лише 9 жовтня 1973 року, коли «Скайгоки» зненацька атакували багато батарей ЗРК «Куб», які не мали готових до запуску ракет, і знищили їх. Того ж дня ще один удар F-4 вразив штаб сирійської армії в Дамаску.
До середини жовтня 37 «Фантомів» були втрачені в боях, а ще шість були пошкоджені настільки, що їх не можна було відновити. Президент США Річард Ніксон дозволив поставити 36 екс-американських F-4 в рамках операції «Нікель Грасс», які були доставлені з 4-го і 401-го тактичних винищувальних крил ПС США. Ці літаки були доставлені безпосередньо до Ізраїлю, деякі з них були пілотовані американськими пілотами. Принаймні один F-4E брав участь у бойових діях, все ще маючи американський код на хвості, тоді як інші залишилися пофарбованими в камуфляжні кольори ПС США. Під час війни ізраїльські «Фантоми» вперше використали нову ракету AGM-65 Maverick.
Ізраїль використовував три F-4E(S), які були оснащені спеціальною системою великовисотних камер для розвідувальних місій. Ці RF-4E були спеціальними високопродуктивними «Фантомами» з тими ж камерами, що планувалися для літака RF-4X, який мав розвивати швидкість до 3,2 Маха, але був скасований у 1975 році. Камера працювала добре, але її встановлення у зовнішньому контейнері викликало занадто великий аеродинамічний опір, тому її встановили в носову частину трьох звичайних F-4E.
Під час війни Судного дня було повідомлено, що одна ізраїльська ескадрилья F-4 була приведена в готовність до ядерного удару, але це не було підтверджено. Після кількох тижнів боїв втрати включали чотири F-4, поставлених за програмою «Нікель Грасс».

## Оператори F-4

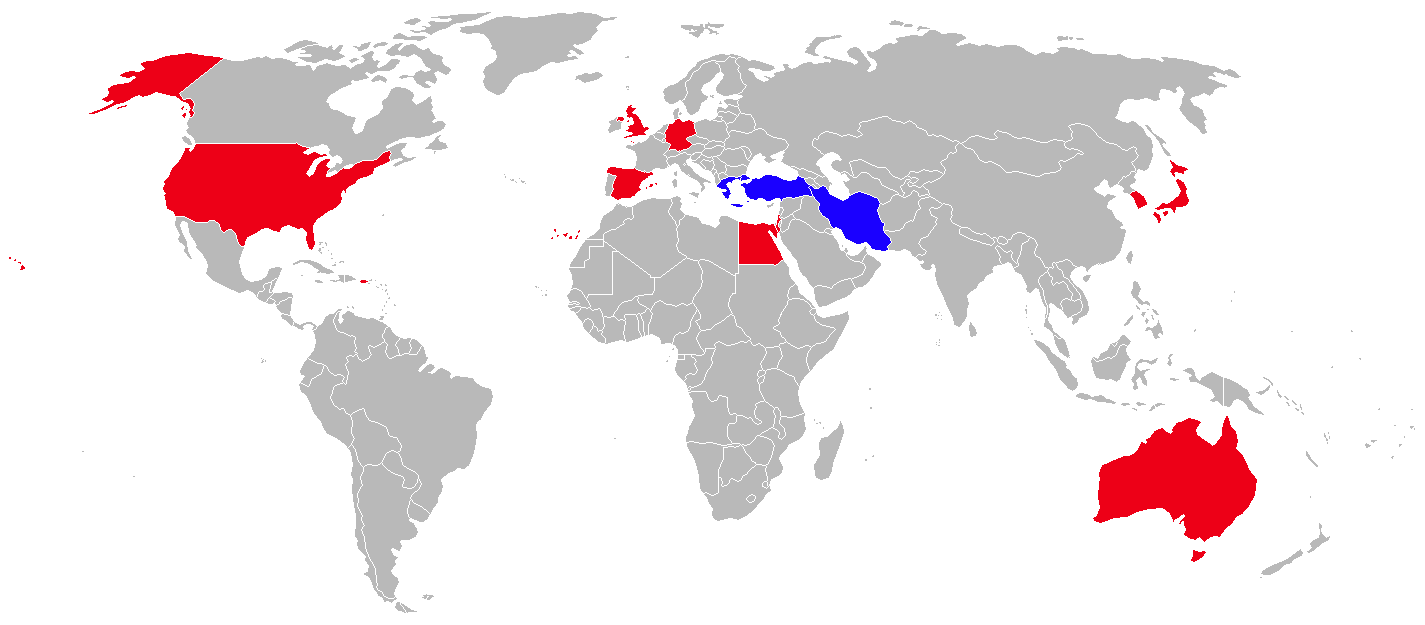
Країни-оператори F-4 Phantom II
Країни, які зняли з озброєння F-4 Phantom II
Країни, які продовжують експлуатацію F-4 Phantom II

### Активні оператори

#### Греція

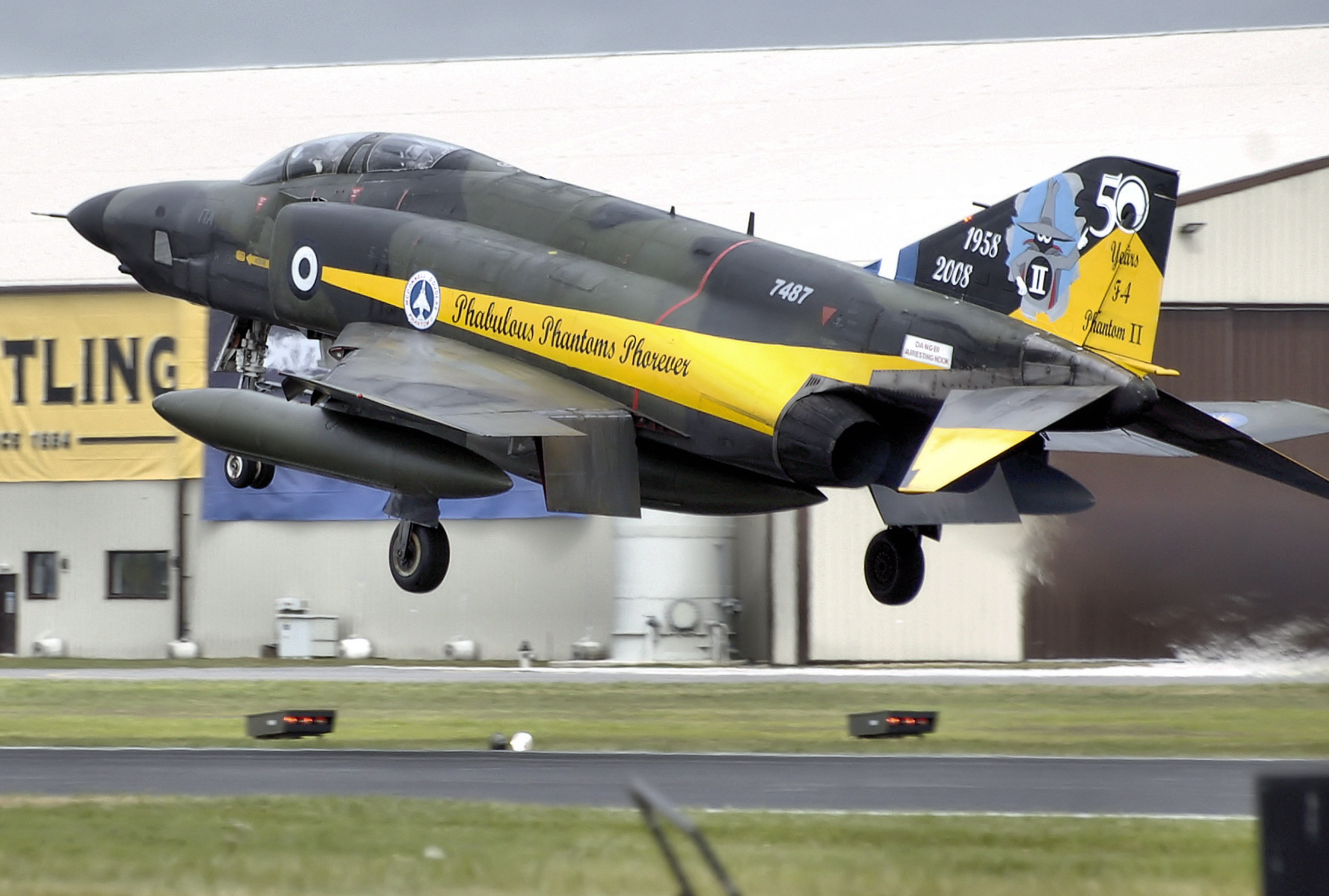
Грецький RF-4E пофарбований на честь 50-ття літака приземляється в Британії.

Перші 36 F-4Е Греція отримала в квітні 1974 року. Ними озброїли дві ескадрильї 338 «Арес» і 339 «Аякс» (117 авіакрило, авіабаза Андравіда). В липні того ж року F-4Е пройшли бойове хрещення в конфлікті з Туреччиною за Кіпр. F-4Е діяли як винищувачі супроводу, прикриваючи ударні літаки F-5A. В 1978 році на озброєння ПС Греції надійшло ще 20 F-4Е і 8 RF-4Е. В 1991 через списання літаків в США Греція отримала ще 28 літаків, а в 1993—1994 році на озброєння стали 20 літаків RF-4Е з Німеччини (інші 9 розібрали на запчастини).
В 1999—2003 роках 36 F-4Е було модернізовано, літаки отримали нову РЛС AN/APG-65GY з дальністю дії 120 км, радар спроможний супроводжувати десять цілей і наводити ракети на дві з них. Також оновили бортовий комплекс РЕБ, інерційно-супутникову навігаційну систему, додано новий бортовий комп'ютер. Озброєння збільшилось за рахунок керованих ракет AIM-120C.
Розвідники RF-4Е були списані в травні 2017 року, а інші (не модернізовані) F-4Е ще в 2010 році.
Станом на 2024 рік на озброєнні 33 літаки F-4Е (в 338 і 339 ескадрильях).

#### Туреччина

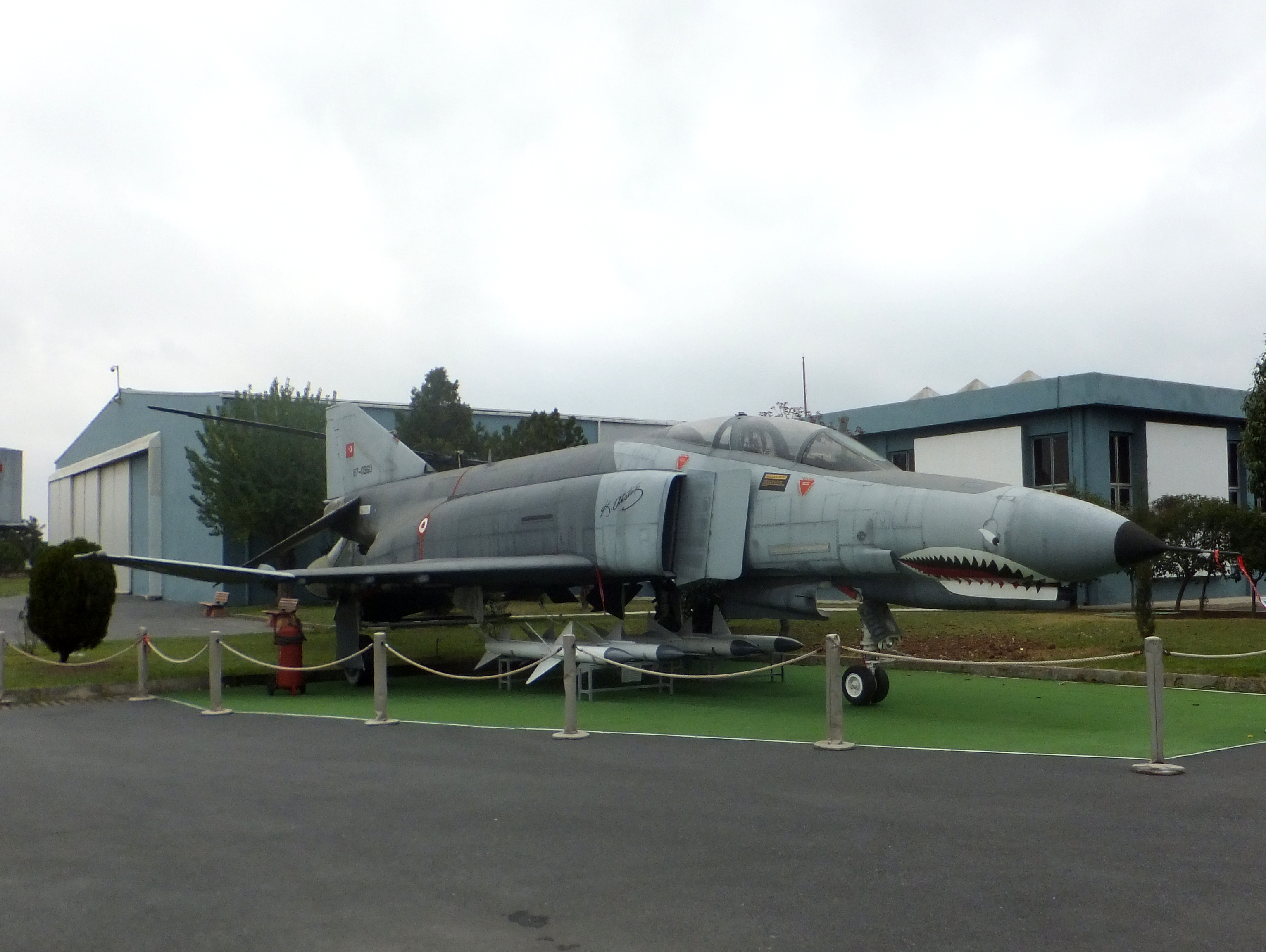
Списаний турецький F-4Е в музеї авіації Стамбула.

В 1974 році перші F-4Е отримала Туреччина, але після отримання 22 машин постачання інших було відкладено через санкції (відповідь США на агресію на Кіпрі). Решту 50 винищувачів Туреччина отримала аж в 1979 році. Літаками було озброєно чотири ескадрильї: 111 і 112 (авіабаза в Ескішехирі) та 171 і 172 (авіабаза в Ерхачі). Протягом 1981—1987 років з США було отримано ще 70 F-4Е якими укомплектували 173 навчально-бойову ескадрилью (авіабаза Ерхачі) і 131 та 132 бойові ескадрильї (авіабаза в Конья). В 1991 була поставлена остання партія F-4Е в кількості 40 літаків, якими доукомплектували наявні ескадрильї. Ще з США в 1978—1979 роках було передано вісім розвідників RF-4Е, з Німеччини було отримано 46 RF-4Е, їх направили в 113 ескадрилью (Ескішехир).
В 1995 році Туреччина уклала з ізраїльською фірмою «IAI» угоду по модернізації 54 літаків F-4Е по програмі «Термінатор 2020» (бо строк експлуатації продовжувався до 2020 року). Модернізація пройшла в 2000—2003 роках в Ізраїлі (26 літаків) і Туреччині (28 літаків). Був встановлений нова РЛС EL/M-2032 і новий комплекс РЕБ (попереджувальний приймач SPS-1000, станція активних перешкод EL/L-8222, пристрої для відстрілу ІЧ пасток і дипольних відбивачів «Аселсан» AN/ALQ-178(V)3). До складу можливого озброєння було додано керовані ракети типу «повітря-земля» AGM-142, AGM-65B і AGM-65G, також керовані авіабомби GBU-8, GBU-10 і GBU-12.
Модернізовані F-4Е/2020 стоять на озброєнні 111 та 171 авіаескадрильї, що спеціалізуються на ударах по землі. Немодернізовані F-4Е залишились на озброєнні 112 і 172 ескадрилей. В 113 і 173 використовується розвідники RF-4Е/TM. Туреччина використовувала F-4 в бойових діях проти курдів, ісламістів та Сирії. 22 червня 2012 р. ППО Сирії збили турецький RF-4Е, ще два RF-4Е розбились 24 лютого 2015 року. Після цього Туреччина зняла немодернізовані F-4Е і RF-4Е.
Станом на 2024 рік на озброєнні Туреччини перебуває 19 F-4Е 2020.

#### Іран

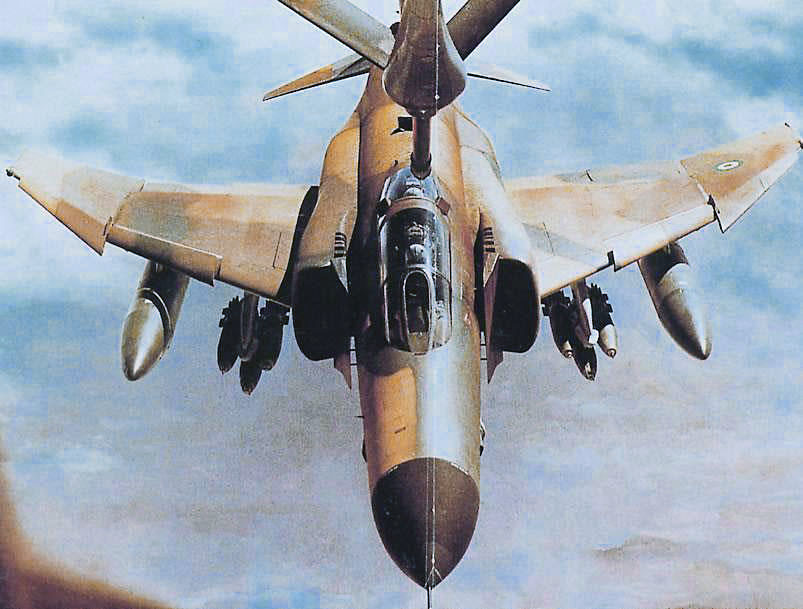
Іранський F-4 заправляється в повітрі. Ірано-іракська війна. 1982 рік.

Іран до революції отримав загалом 225 F-4 (32 F-4D, 177 F-4Е і 16 RF-4Е). Вони брали участь в ірано-іракській війні, де здебільшого служили як винищувачі-бобардирувальники. 23 вересня 1980 року 140 F-4 атакували іракські аеродроми. З часом інтенсивність використання F-4 зменшилась через брак запчастин.
В 2002 році іранські F-4Е пристосували до використання російських керованих ракет типу «повітря-повітря» Р-73Е, а також озброєння іранського виробництва — бомби «Саттар» і «Касед», з прицільним контейнером TLS-99. Кілька винищувачів пройшли модернізації і використовують протикорабельні ракети С-802А і крилаті ракети С-803. В 2015 році почалась модернізація 12 винищувачів F-4Е для можливості використання ракет «повітря-земля» С-704KD.
На 2015 рік в ПС Ірану було 64 літаки F-4Е/D та чотири розвідники RF-4Е. Кілька F-4D використовуються 101 ескадрильєю в Кангані. F-4Е і RF-4Е розміщені в трьох ескадрильях: 31 навчально-бойовій, 31 розвідувальній і в 32 винищувальній. З листопада 2014 року вони беруть участь в операціях проти бойовиків ісламської держави та сирійської опозиції.
Станом на 2024 рік на озброєнні ПС Ірану перебуває 55 F-4Е/D та 6 або більше RF-4Е.

### Колишні

#### США
В ВМС США F-4 Phantom II використовувались до січня 1992 року, в ПС США вони були трохи довше. 20-та винищувальна ескадрилья використовувала F-4E до 1997 року, забезпечуючи підготовку екіпажів для Німеччини. До грудня 2016 року F-4 в модифікації QF-4E (дистанційно керований) використовувались як мішені.

#### Ізраїль
Загалом на озброєнні ПС країни стояло 274 F-4E і 14 RF-4E, це найбільша кількість літаків такого типу після США.

#### Велика Британія
Експлуатувалися 15 F-4J 50 F-4K і 116 F4M. Останні бойові британські «Фантоми» були зняті з озброєння в жовтні 1992 року, коли було розформовано ескадрилью № 74(F).

#### Австралія
Не довгий час використовували 24 F-4E.

#### Іспанія
ПС Іспанії мали 40 F-4С і 18 RF-4E, винищувачі списані в 1988 році, а розвідники в 2002 році.

#### Німеччина

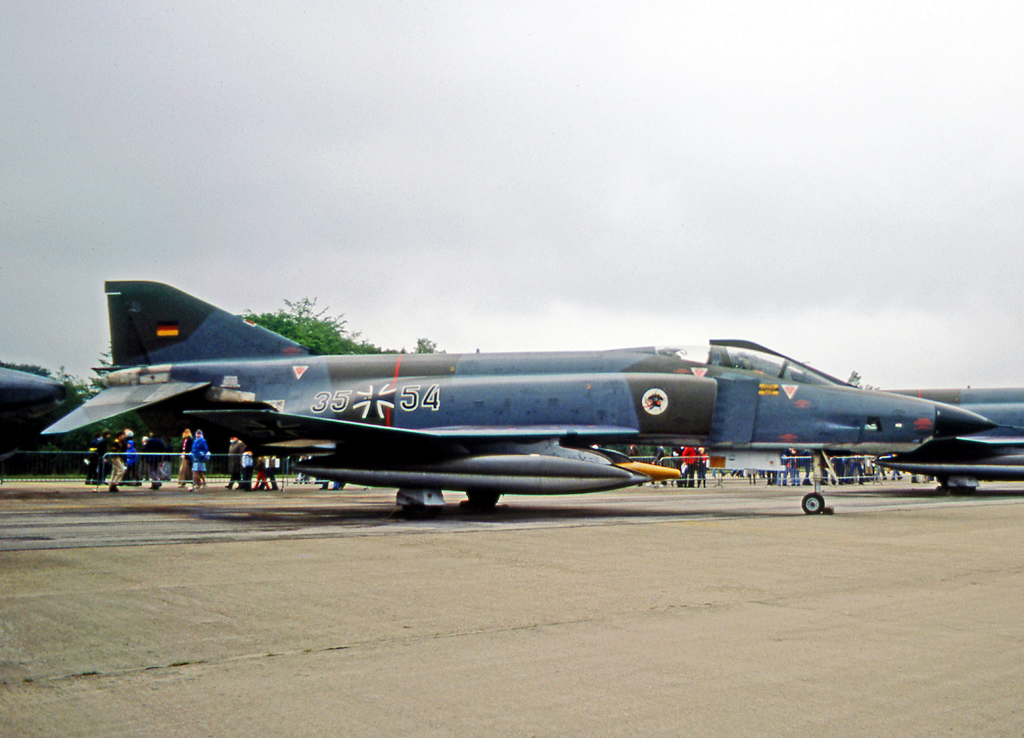
RF-4E Люфтваффе в 1977.

З 1971 року ФРН отримала 88 розвідників RF-4E і 175 винищувачів F-4F. Розвідники були на озброєнні в двох ескадр AG 51 і AG 52. В 1994 році літаки RF-4E було знято з озброєння, при цьому 46 літаків передали Туреччині, а 29 Греції. Винищувачі F-4F стояли на озброєнні чотирьох ескадр: двох винищувальних (JG 71 і JG 74) і двох винищувально-бомбардувальних (JBG 35 і JBG 36, згодом перейменовані в JG 73 і JG 72 відповідно). Останні F-4F були зняті з озброєння ескадри JG 71 29 червня 2013 року.
F-4F — це спеціально розроблена модифікація F-4E для Німеччини. Вона передбачала спрощення бортового обладнання, зокрема на ній стояла РЛС AN/APQ-120(V)5, позбавлена можливості підсвітлення цілей для керованих ракет з напівактивними радіолокаційними головками наведення. З можливого озброєння виключили ракети середньої дальності AIM-7. Таким чином єдиним озброєнням залишались керовані ракети ближнього бою AIM-9B (чотири підвіси), некеровані авіабомби і вбудована гармата M61A1 «Вулкан».
В 1991—1996 роках F-4F були модифіковані, зокрема оновлено РЛС (поставлено нову AN/APG-65Y), додано підвісну станцію РЕБ AN/ALQ-131, також додали можливість використовувати керовані ракети «повітря-повітря» середньої дальності AIM-120B. Незважаючи на оновлення F-4F, на фоні скорочення люфтваффе і отримання нових винищувачів EF2000, їх поступово списували починаючи з 2000 року.

#### Єгипет
У 1979 році ПС Єгипту придбали 35 колишніх F-4E ПС США разом із низкою ракет Sparrow, Sidewinder і Maverick у Сполучених Штатів за 594 мільйони доларів у рамках програми «Мирний Фараон», якими замінили МіГ-21 в 76 та 78 авіаескадрильї 222 винищувальної авіабригади (Каїр-Західний). В 1988—1990 США передало Єгипту ще 10 F-4Е. Станом на початок 2016 року в строю залишилось 29 літаків. Суттєвої модернізації не відбувалось.
Єгипетські F-4E були виведені з експлуатації у 2020 році, а їхня колишня база на авіабазі Каїр-Захід була переобладнана для експлуатації F-16C/D Fighting Falcon.

#### Японія

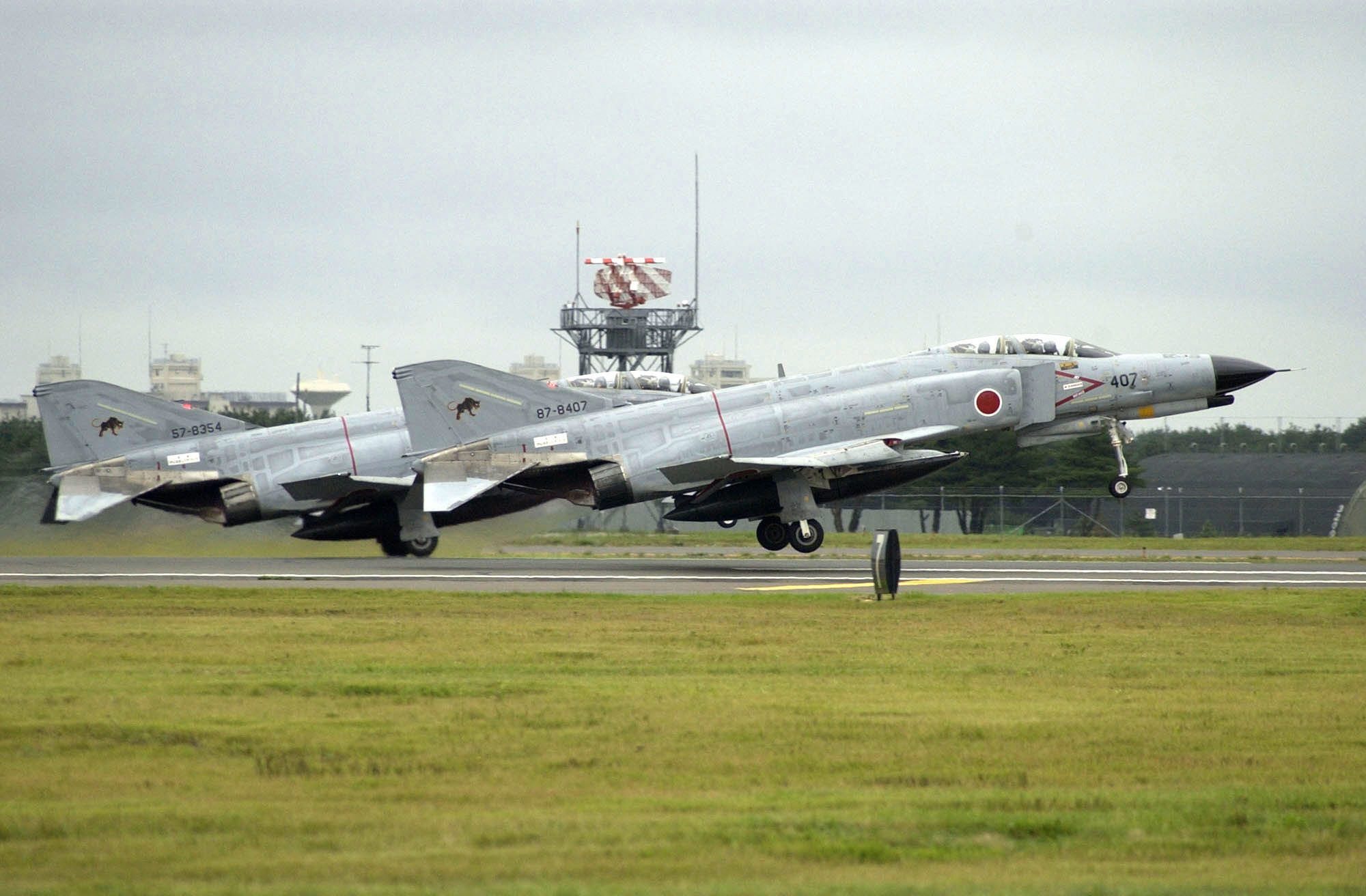
Японські F-4ЕJ Kai з характерним для винищувача камуфляжем в 2002 році

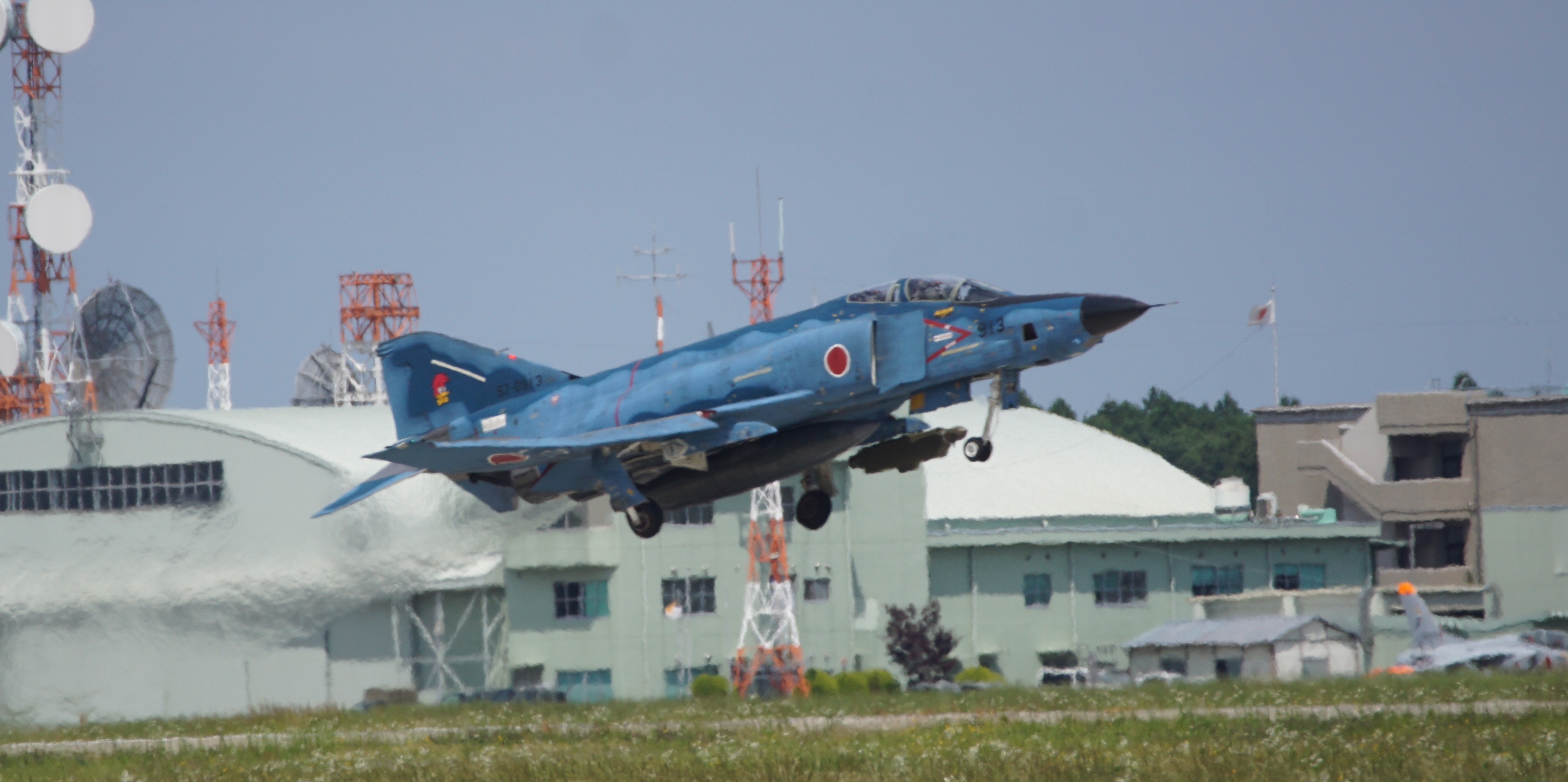
Японський RF-4ЕJ в 2017.

1 листопада 1968 року Японія і США уклали угоду на постачання 154 F-4 (140 винищувачів і 14 розвідників). З США було поставлено всі розвідники RF-4EJ, проте тільки два винищувачі. Решту винищувачів було виготовлено за ліцензією фірмою «Міцубісі» протягом 1972—1981 років. Останній F-4EJ був випущений 20 травня 1981 року — це був останній випущений F-4. Японські F-4EJ спочатку не мали пристроїв для бомбометання і могли вирішувати тільки завдання ППО. Вони були озброєні керованими ракетами AIM-7E і AIM-9D/L. Бортове обладнання мало японську станцію РЕБ J/APR-2, приймач системи ППО BADGE J/APR-760, яки забезпечував наведення винищувачів з землі.
Розвідники RF-4EJ попри назву відповідали не експортним RF-4Е, а старішим американським RF-4С. В 80-тих роках 11 розвідників пройшло модернізацію. Було замінено двигуни J79-GE-15 на сучасніші J79-IHI-17, які випускались за ліцензією в Японії. Також було встановлено РЛС бічного огляду AN/APQ-172, і замінено станцію РЕБ J/APR-2 на J/APR-5. Станом на 2016 рік RF-4EJ стоїть на озброєнні в 501-ій авіаційній ескадрильї.
В середині 1980-тих років F-4EJ було модернізовано з метою забезпечення виконання ударних завдань. Вони отримали бомбові приціли і систему заправки в повітрі. З 1989 року почалась модернізація до рівня F-4EJ Kai. Літаки отримали РЛС AN/APG-66J, пристосовану для вияву цілей на землі, бортовий комп'ютер японського виробництва, попереджувальний приймач J/APR-6, ширококутний індикатор на лобовому склі і нову інерційну навігаційну систему. Озброєння поповнилось протикорабельними ракетами ASM-1 і керованими бомбами з тепловізійною системою наведення. Модернізовано було 96 F-4EJ. Сімнадцять F-4EJ переобладнали в розвідники. Станом на 2016 рік в ПС Японії залишалось близько сорока F-4EJ в 301 і 302 ескадрильях сьомого авіакрила (авіабаза Хякура).
В листопаді 2020 року Японія завершила експлуатацію фронтових винищувачів F-4, які служили країні 48 років. Сили самооборони Японії стали останніми в світі користувачами літаків цього типу. Церемонія з нагоди закінчення експлуатації повітряних сил самооборони Японії відбулася на авіабазі Хіакурі, в 50 милях на північний схід від Токіо.
17 березня 2021 року останній політ здійснили три останніх F-4EJ Phantom Японських ПС.

#### Корея
З 1969 року Корея отримала більше 200 F-4, в цю кількість ввійшли 92 F-4D, 103 F-4Е і 27 RF-4C. Станом на початок 2016 року в строю залишався 71 літак. В 2002—2003 роках південно-корейські F-4Е отримали ізраїльські попереджувальні приймачі «Елісра» SPS-1000, 30 літаків пристосовано для керованих ракет «повітря — поверхня» AGM-142. Машинами RF-4C укомплектована 131 розвідувальна ескадрилья (авіабаза Сувон), F-4Е залишаються на озброєнні 152, 153 і 156 ескадрилей 17-го винищувального авіакрила (авіабаза Чончжу).
Останні літаки F-4E ПС Республіки Кореї були зняті з експлуатації 7 червня 2024 року.

## Модифікації
Спочатку літаки для ВМС носили позначку F4H, а літаки для ПС — F-110 «Спектр». В 1962 році у зв'язку з уніфікацією системи позначення літаків у збройних силах США всі «Фантоми» отримали назви F-4.

### Варіації для ВМС і морської піхоти США
- F4H-1F (F-4A) — перша модифікація (45 літаків зібрано)
- F4H-1 (F-4B) — палубний винищувач-бомбардувальник з двигунами J79-GE-8A(B)(649 літаків зібрано)
- RF-4В (F4Н-1Р) — розвідник на основі F-4В
- F-4G (не плутати з F-4G «Вайлд Визл») — варіант F-4В (12 літаків зібрано)
- F-4J — палубний багатоцільовий винищувач
- F-4N — палубний винищувач, модифікований із F-4В з міцнішою конструкцією і новим обладнанням
- F-4S — палубний винищувач, модифікований із F-4J з міцнішою конструкцією, модернізованим двигуном і обладнанням

### Варіації для ПС США
- F-4С — перша серійна модифікація для ВВС США. Спочатку позначався як F-110A.
- RF-4С (RF-110А) — неозброєний розвідник на основі F-4С.
- F-4D — покращення F-4С.
- F-4Е — покращений багатоцільовий винищувач.
- RF-4Е — літак розвідник на основі F-4Е.
- F-4G «Вайлд Визл» V (не плутати з F-4G для ВМС) — протирадіолокаційний літак, перебудований із винищувача F-4Е.

## Аварії та катастрофи
- 6 червня 1971 року рейс 706 авіакомпанії Hughes Airwest, літак McDonnell Douglas DC-9-31, зіткнувся в повітрі з літаком F-4B Корпусу морської піхоти США над горами Сан-Габріел, на маршруті з Міжнародного аеропорту Лос-Анджелеса до Солт-Лейк-Сіті. Усі 49 осіб на борту DC-9 загинули, тоді як пілот F-4B не зміг катапультуватися і загинув, коли літак розбився невдовзі після цього. Офіцер радіолокаційного перехоплення F-4B успішно катапультувався з літака і приземлився на парашуті, ставши єдиним, хто вижив у цій катастрофі.

- 9 серпня 1974 року Phantom FGR2 Королівських ПС Британії зіткнувся з цивільним літаком PA-25-235 Pawnee для обприскування полів над Норфолком, Англія, що призвело до фатальних наслідків[60].

- 17 серпня 1978 року під час навчання над Середземним морем винищувач F-4 ВМС США збив інший F-4 ВМС США ракетою AIM-9H. Пілоти збитого літака катапультувалися і були врятовані[61].

- 21 березня 1987 року капітан Дін Пол Мартін, пілот 163-ї тактичної винищувальної групи Національної гвардії Каліфорнії та син артиста Діна Мартіна, розбив свій F-4C на горі Сан-Горгоніо, Каліфорнія, невдовзі після зльоту з авіабази Марч. Як Мартін, так і його офіцер систем озброєння капітан Рамон Ортіс загинули[62].

- 22 вересня 1987 року винищувач RF-4C ПС США був збитий винищувачем F-14 Tomcat ВМС США під час навчань НАТО Display Determination 87 над Середземним морем. RF-4C виконував імітаційний напад на USS Saratoga, коли пілот F-14 переплутав ситуацію і запустив справжню ракету AIM-9 Sidewinder. Екіпаж RF-4C катапультувався і був врятований[63][64].

- 11 липня 2018 року F-4D іранських повітряних сил розбився під час виконання тренувального польоту на південному сході Ірану. Обидва пілоти катапультувались[65].

- 30 січня 2023 року винищувач F-4E ПС Греції зазнав аварії в Іонічному морі. Літак виконував навчальне завдання, коли розбився за 46 км на південь від авіабази Андравіда. Пілот, капітан Ефстатіос Цітлакідіс, та другий пілот, перший лейтенант Маріос Міхайль Туруцікас, загинули в аварії[66][67].

## Тактико-технічні характеристики
Характеристики вказані для літака F-4E. Дані взяті з The Great Book of Fighters, Quest for Performance, Encyclopedia of USAF Aircraft та McDonnell F-4 Phantom: Spirit in the Skies

### Технічні характеристики
- Екіпаж: 2 людини
- Довжина: 19,2 м
- Розмах крила: 11,7 м
- Ширина: 8,4 м[72]
- Висота: 5 м
- Площа крила: 49,2 м²
- Профіль крила: NACA 0006.4–64
- Коефіцієнт видовження крила: 2,77
- Маса порожнього: 13 755 кг
- Маса спорядженого: 18 825 кг

Схема F-4E/F в 3 проєкціях

- Максимальна злітна маса: 28 030 кг
- Об'єм паливних баків: 7 550 л та ППБ 2 × 1400 л або ППБ 1 × 2300 л для центральної станції
- Силова установка: 2 × ТРДФ General Electric J79-GE-17A
  - Безфорсажна тяга: 2 × 52,96 кН
  - Форсажна тяга: 2 × 79,38 кН

### Льотні характеристики
- Максимальна швидкість:
  - на великій висоті: M=2,23 (2370 км/год на висоті 12000 м)
- Крейсерська швидкість: 940 км/год
- Бойовий радіус: 680 км
- Перегінний радіус: 2700 км (з ППБ)
- Практична стеля: 18 000 м
- Швидкопідйомність: 210 м/с
- Навантаження на крило: 380 кг/м²
- Тягооснащеність: 0,86 (0,58 з максимальним завантаженням та 100% внутрішнього палива)
- Максимальна посадкова маса: 16 705 кг

### Озброєння

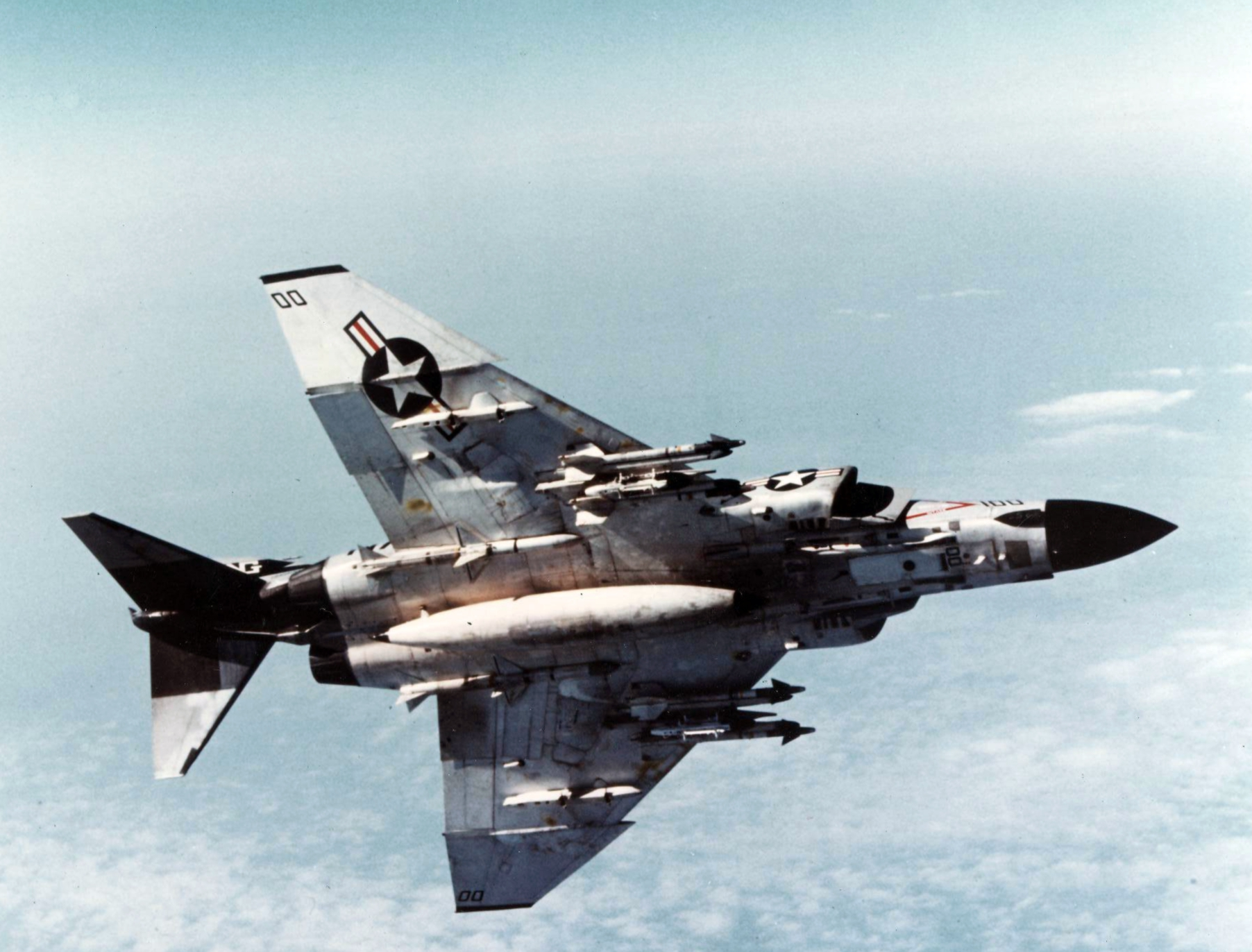
VF-96 F-4J озброєний ракетами Sidewinder та Sparrow, 1972 р.

- Стрілецько-гарматне: 1×20 мм шестиствольна гармата M61A1 Vulcan, 640 сн. для Е-моделі, встановлена під носом
- Точки підвісу: 9
- Бойове навантаження: 8 480 кг (максимальна)
- Керовані ракети:
  - ракети «повітря-повітря»: 
    - 4 × AIM-7 Sparrow
    - 4 × AIM-9 Sidewinder
    - 4 × AIM-120 AMRAAM — у версії F-4F ICE

  - ракети «повітря-земля»:
    - 6 × AGM-65 Maverick
    - 4 × AGM-62 Walleye
    - 1 × AGM-45 Shrike, AGM-88 HARM, AGM-78 Standard ARM
- Бомби:
  - Некеровані бомби:
    - 18 × Mark 82
    - 5 × Mark 84

  - Кориговані бомби:
    - 5 × GBU-10 Paveway II
    - 18 × GBU-12 Paveway II
    - 5 × GBU-15
    - 18 × CBU 58/87/89 (касетні)

  - Ядерні бомби:
    - B28, B43, B57, B61